# Kazuhisa Hirose
Yutaka Hirose (広瀬 裕, Hirose Yutaka, Tóquio, 4 de agosto de 1962) é um ator e dublador japonês conhecido por suas performances em séries de televisão do gênero tokusatsu nos anos 1980 e 1990. Era creditado como Takumi Hirose (広瀬 匠, Hirose Takumi) e Kazuhisa Hirose (広瀬 和久, Hirose Kazuhisa), este último seu nome de nascença.

## Biografia
Nascido em Tóquio, Hirose começou mostrando seu potencial como ginasta na época do colegial. Logo, resolveu que poderia ser ator unindo o seu talento em acrobacias. Após a formatura, se juntou ao Toei Action Club, e fez algumas participações em séries de televisão. Em 1986, fez o teste para o papel de Jin/Red Flash em Flashman, mas acabou ganhando o papel do vilão Wandar. Sua interpretação fez grande sucesso e atraiu certa notoriedade. No ano seguinte, fez o teste para o papel de Kotarou Minami, em Kamen Rider Black, mas não foi aprovado. A produção desejava um jovem desconhecido, e assim foi dado a Hirose uma participação especial na série. Em 1988 deu vida a outro vilão, Dr. Kempu, em  Choujuu Sentai Liveman, a sua popularidade por interpretar vilões aumentou.
Hirose se tornou o ator favorito do escritor Toshiki Inoue, e ele escreveu especificamente o seu papel em Choujin Sentai Jetman, Gosei Sentai Dairanger, Choukou Senshi Changerion e Kamen Rider Agito. Hirose também fez aparições especiais em Solbrain, enquanto trabalhava, por outro lado, em filmes e televisão. Sempre admirado por seu trabalho em Flashman e Liveman, torna-se dublador em 1996 e tem mais uma vez sua popularidade em alta fazendo sua estréia em Brave Command Dagwon.
Recentemente, Hirose declarou em seu website oficial estar afastado das atuações televisivas, alegando que, embora tenha recebido convites para voltar a atuar em séries tokusatsu, não tem interesse em trabalhar no gênero em razão da mudança de foco do gênero nos tempos atuais. "Não me importo com o que se transformou o tokusatsu atual. É sempre a mesma coisa, não há mais criatividade ou emoção. É preciso inovar.", declarou. (fonte: Wikipedia japonesa)
Atualmente, Hirose foca-se mais em administrar e gerenciar uma agência de talentos à qual é filiado.

## Lista de trabalhos

### Tokusatsus
- Choudenshi Bioman (1984) - episódio 5
- Jaspion (1985)- episódio 14 - Perigo na Lagoa dos Noivos; como o noivo do barco tombado pelo monstro Maressauro
- Dengeki Sentai Changeman (1985) - episódio 4 e 45; como Oficial do Exército
- Choushinsei Flashman (1986) - no papel de Wandar
- Kamen Rider Black (1987) - episódio 4 - Experiência maquiavélica; como um motoqueiro que se transforma em um lobisomem
- Chojuu Sentai Liveman (1988) - no papel de Doutor Kemp
- Winspector (1990) - episódio 30 - Mamãe, socorro
- Choujin Sentai Jetman (1991) - episódios 37 à 47; no papel do Imperador Tranza
- Solbrain (1991) - episódio 33 - no papel de Kousuke Doi
- Gosei Sentai Dairanger (1993) - no papel de Jin Matoba
- Choukou Senshi Changerion (1996) - no papel de General Zander
- Kamen Rider Agito (2001) - episódio 49 e 50; no papel de Shirakawa

### Dublagem
- Brave Command Dagwon (1996)

### Filmes
- Shin Gokudou no Tsumatachi
- Choushinsei Flashman (filme)
- Bakusou Trucker Gundan
- Doreijuu
- Gekitou! Hong Kong Mafia VS Onna Tracker Gundan 5